# Иван Марчов
Иван Марчов (на гръцки: Ιωάννης Μάρτζιος, Μάρτσιος, Йоанис (Янис) Мардзиос, Марциос) e капитан на гръцка андартска чета в Македония.

## Биография
Марчов е роден в края на XIX век в зъхненското българо-гъркоманско село Горенци. Когато е на 14 години, баща му е убит от български дейци. Учи в Алистрат, а по-късно във Военноморското училище на Порос, Гърция. Връща се в Македония и влиза в четата на гръцкия капитан Дукас Дукас, като скоро става помощник капитан. Участва в действията срещу Тодор Паница в Грачен. По-късно оглавява собствена чета, с която действа в Сярско, като действа с местните капитани Василиос Цувалдзис и Теодорос Буласикис. Четата му взима участие в сраженията с български чети при Пършово и Карлъково. След Младотурската революция влиза тържествено в Сяр на 24 юли 1908 година.
Името му носи улица в Сяр.